# Bundestagswahlkreis Erding – Ebersberg
Der Wahlkreis Erding – Ebersberg (Wahlkreis 212; bis zur Bundestagswahl 2021 Wahlkreis 213) ist ein Bundestagswahlkreis in Bayern. Er umfasst die Landkreise Erding und Ebersberg. Der Wahlkreis wurde zur Bundestagswahl 2005 aus Teilen der Wahlkreise Freising, Altötting und München-Land neu gebildet.

## Wahlergebnisse

### Bundestagswahl 2025
Zur Bundestagswahl 2025 am 23. Februar wurden 10 Direktkandidaten und 18 Landeslisten zugelassen:
| Kandidaten                             | Kandidaten                | Parteien/Listen     | Erststimmen | Erststimmen | Zweitstimmen | Zweitstimmen |
| Kandidaten                             | Kandidaten                | Parteien/Listen     | Stimmen     | %           | Stimmen      | %            |
| -------------------------------------- | ------------------------- | ------------------- | ----------- | ----------- | ------------ | ------------ |
|                                        | Andreas Lenzgewählt im WK | CSU                 | 80.087      | 45,9        | 70.010       | 40,1         |
|                                        | Marco Mohr                | SPD                 | 17.609      | 10,1        | 17.630       | 10,1         |
|                                        | Christoph Lochmüller      | GRÜNE               | 23.383      | 13,4        | 22.730       | 13,0         |
|                                        | Martin Hagen              | FDP                 | 6.323       | 3,6         | 8.831        | 5,1          |
|                                        | Manuela Schulz            | AfD                 | 27.275      | 15,6        | 28.849       | 16,5         |
|                                        | Anton Steinbacher         | FREIE WÄHLER        | 7.059       | 4,0         | 7.524        | 4,3          |
|                                        | Tobias Boegelein          | LINKE               | 6.856       | 3,9         | 8.824        | 5,1          |
|                                        | –                         | dieBasis            | –           | –           | 600          | 0,3          |
|                                        | –                         | Tierschutzpartei    | –           | –           | 1.418        | 0,8          |
|                                        | –                         | Die PARTEI          | –           | –           | 695          | 0,4          |
|                                        | Wolfgang Reiter           | ÖDP                 | 2.472       | 1,4         | 1.023        | 0,6          |
|                                        | –                         | BP                  | –           | –           | 375          | 0,2          |
|                                        | Jakob Hetkämper           | Volt                | 2.012       | 1,2         | 1.212        | 0,7          |
|                                        | –                         | Die Humanisten      | –           | –           | 129          | 0,1          |
|                                        | –                         | MLPD                | –           | –           | 31           | 0,0          |
|                                        | –                         | Bündnis Deutschland | –           | –           | 170          | 0,1          |
|                                        | –                         | BSW                 | –           | –           | 4.680        | 2,7          |
|                                        | Bernhard Winter           | Einzelbewerber      | 1.367       | 0,8         | –            | –            |
| Gesamt                                 | Gesamt                    | Gesamt              | 174.443     | 100         | 174.731      | 100          |
|                                        |                           |                     |             |             |              |              |
| Ungültige Stimmen                      | Ungültige Stimmen         | Ungültige Stimmen   | 727         | 0,4         | 439          | 0,3          |
| Wähler                                 | Wähler                    | Wähler              | 175.170     | 87,1        | 175.170      | 87,1         |
| Wahlberechtigte                        | Wahlberechtigte           | Wahlberechtigte     | 201.032     |             | 201.032      |              |
|                                        |                           |                     |             |             |              |              |
| Quellen: Die Bundeswahlleiter, Stimmen |                           |                     |             |             |              |              |

Kursive Direktkandidaten kandidieren nicht für die Landesliste, kursive Parteien sind nicht Teil der Landesliste.

### Bundestagswahl 2021
Zur Bundestagswahl 2021 am 26. September wurden 10 Direktkandidaten und 26 Landeslisten zugelassen.
| Kandidaten                               | Kandidaten                    | Parteien/Listen      | Erststimmen | Erststimmen | Zweitstimmen | Zweitstimmen |
| Kandidaten                               | Kandidaten                    | Parteien/Listen      | Stimmen     | %           | Stimmen      | %            |
| ---------------------------------------- | ----------------------------- | -------------------- | ----------- | ----------- | ------------ | ------------ |
|                                          | Andreas Lenzgewählt im WK     | CSU                  | 70.656      | 42,3        | 55.992       | 33,4         |
|                                          | Magdalena Maria Wagner        | SPD                  | 24.205      | 14,5        | 25.693       | 15,3         |
|                                          | Peter Alexander Junker        | AfD                  | 11.448      | 6,8         | 12.228       | 7,3          |
|                                          | Marc Salih                    | FDP                  | 13.226      | 7,9         | 20.228       | 12,1         |
|                                          | Christoph Johannes Lochmüller | GRÜNE                | 24.840      | 14,9        | 24.620       | 14,7         |
|                                          | Tobias Boegelein              | DIE LINKE            | 3.355       | 2,0         | 3.648        | 2,2          |
|                                          | Birgit Evelyn Obermaier       | FREIE WÄHLER         | 12.157      | 7,3         | 13.865       | 8,3          |
|                                          | Charlotte Elizabeth Schmid    | ÖDP                  | 2.306       | 1,4         | 1.342        | 0,8          |
|                                          | -                             | Tierschutzpartei     | –           | –           | 1.900        | 1,1          |
|                                          | Simone Binder                 | BP                   | 2.054       | 1,2         | 1.350        | 0,8          |
|                                          | –                             | Die PARTEI           | –           | –           | 1.279        | 0,8          |
|                                          | -                             | PIRATEN              | –           | –           | 534          | 0,3          |
|                                          | –                             | NPD                  | –           | –           | 82           | 0,0          |
|                                          | –                             | V-Partei³            | –           | –           | 161          | 0,1          |
|                                          | –                             | Gesundheitsforschung | –           | –           | 173          | 0,1          |
|                                          | -                             | MLPD                 | –           | –           | 22           | 0,0          |
|                                          | –                             | DKP                  | –           | –           | 21           | 0,0          |
|                                          | Alexandra Patricia Motschmann | dieBasis             | 2.958       | 1,8         | 2.857        | 1,7          |
|                                          | –                             | Bündnis C            | –           | –           | 92           | 0,1          |
|                                          | –                             | III. Weg             | –           | –           | 59           | 0,0          |
|                                          | -                             | du.                  | –           | –           | 112          | 0,1          |
|                                          | -                             | LKR                  | –           | –           | 30           | 0,0          |
|                                          | -                             | Die Humanisten       | –           | –           | 151          | 0,1          |
|                                          | –                             | Team Todenhöfer      | –           | –           | 481          | 0,3          |
|                                          | -                             | UNABHÄNGIGE          | –           | –           | 271          | 0,2          |
|                                          | –                             | Volt                 | –           | –           | 412          | 0,2          |
| Gesamt                                   | Gesamt                        | Gesamt               | 167.205     | 100         | 167.603      | 100          |
|                                          |                               |                      |             |             |              |              |
| Ungültige Stimmen                        | Ungültige Stimmen             | Ungültige Stimmen    | 1.132       | 0,7         | 734          | 0,4          |
| Wähler                                   | Wähler                        | Wähler               | 168.337     | 83,9        | 168.337      | 83,9         |
| Wahlberechtigte                          | Wahlberechtigte               | Wahlberechtigte      | 200.569     |             | 200.569      |              |
|                                          |                               |                      |             |             |              |              |
| Quellen: Die Bundeswahlleiterin, Stimmen |                               |                      |             |             |              |              |

Kursive Direktkandidaten kandidieren nicht für die Landesliste, kursive Parteien sind nicht Teil der Landesliste.

### Bundestagswahl 2017
Zur Bundestagswahl 2017 am 24. September wurden 8 Direktkandidaten und 21 Landeslisten zugelassen.
| Direktkandidat       | Partei               | Erststimmen in % | Zweitstimmen in % |
| -------------------- | -------------------- | ---------------- | ----------------- |
| Andreas Lenz         | CSU                  | 48,2             | 39,1              |
| Ewald Schurer        | SPD                  | 14,9             | 12,3              |
| Anna-Maria Lanzinger | GRÜNE                | 10,2             | 10,9              |
| Peter Pernsteiner    | FDP                  | 07,3             | 11,9              |
| Brigitte Fischbacher | AfD                  | 10,3             | 11,9              |
| Lukas Schmid         | LINKE                | 04,0             | 05,1              |
| –                    | FREIE WÄHLER         | 0–               | 02,9              |
| –                    | PIRATEN              | 0–               | 00,4              |
| Christina Treffler   | ÖDP                  | 02,7             | 01,3              |
| Andreas Zimmer       | BP                   | 02,4             | 01,6              |
| –                    | NPD                  | 0–               | 00,2              |
| –                    | Tierschutzpartei     | 0–               | 01,0              |
| –                    | MLPD                 | 0–               | 00,0              |
| –                    | Büso                 | 0–               | 00,0              |
| –                    | BGE                  | 0–               | 00,1              |
| –                    | DiB                  | 0–               | 00,2              |
| –                    | DKP                  | 0–               | 00,0              |
| –                    | DM                   | 0–               | 00,2              |
| –                    | Die PARTEI           | 0–               | 00,7              |
| –                    | Gesundheitsforschung | 0–               | 00,1              |
| –                    | V-Partei³            | 0–               | 00,2              |

### Bundestagswahl 2013
Die Bundestagswahl 2013 hatte folgendes Ergebnis:
| Direktkandidat    | Partei                | Erststimmen in % | Zweitstimmen in % |
| ----------------- | --------------------- | ---------------- | ----------------- |
| Andreas Lenz      | CSU                   | 55,4             | 51,1              |
| Ewald Schurer     | SPD                   | 19,1             | 16,6              |
| Frank Hansen      | FDP                   | 02,2             | 05,1              |
| Stefan Kisters    | Bündnis 90/Die Grünen | 08,0             | 08,8              |
| Markus Bannert    | Die Linke             | 02,6             | 02,9              |
| –                 | NPD                   | 0–               | 00,4              |
| –                 | REP                   | 0–               | 00,7              |
| Harold Amann      | BP                    | 01,9             | 01,5              |
| –                 | BüSo                  | 0–               | 00,0              |
| –                 | MLPD                  | 0–               | 00,0              |
| –                 | DIE VIOLETTEN         | 0–               | 00,1              |
| –                 | Die Tierschutzpartei  | 0–               | 00,7              |
| Rosa Maria Reindl | ödp                   | 02,1             | 01,4              |
| –                 | PIRATEN               | 0–               | 01,8              |
| –                 | DIE FRAUEN            | 0–               | 00,2              |
| Steffen Schäfer   | AFD                   | 04,5             | 05,1              |
| Raphael Bablick   | Freie Wähler          | 03,9             | 03,1              |
| –                 | sonstige              | 00,3             | 00,6              |

### Bundestagswahl 2009
Die Bundestagswahl 2009 hatte folgendes Ergebnis:
| Direktkandidat     | Partei                | Erststimmen in % | Zweitstimmen in % |
| ------------------ | --------------------- | ---------------- | ----------------- |
| Maximilian Lehmer  | CSU                   | 48,9             | 43,9              |
| Ewald Schurer      | SPD                   | 17,6             | 13,7              |
| Thomas Fickenwirth | FDP                   | 11,9             | 15,9              |
| Stefan Kisters     | Bündnis 90/Die Grünen | 12,7             | 12,5              |
| Walter Koppe       | Die Linke             | 04,4             | 04,5              |
| Waldemar Horn      | NPD                   | 01,3             | 00,7              |
| –                  | REP                   | 0–               | 01,2              |
| –                  | FAMILIE               | 0–               | 00,7              |
| –                  | BP                    | 0–               | 01,0              |
| –                  | PBC                   | 0–               | 00,1              |
| –                  | BüSo                  | 0–               | 00,0              |
| –                  | MLPD                  | 0–               | 00,0              |
| –                  | CM                    | 0–               | 00,1              |
| –                  | DVU                   | 0–               | 00,0              |
| –                  | DIE VIOLETTEN         | 0–               | 00,2              |
| –                  | Die Tierschutzpartei  | 0–               | 00,7              |
| Rosa Maria Reindl  | ödp                   | 02,8             | 01,8              |
| –                  | PIRATEN               | 0–               | 01,8              |
| –                  | RRP                   | 0–               | 01,0              |
| Maike Porray       | Willi-Weise-Projekt   | 00,2             | 0–                |

### Bundestagswahl 2005
Die Bundestagswahl 2005 hatte folgendes Ergebnis:
| Direktkandidat     | Partei                | Erststimmen in % | Zweitstimmen in % | Bundestagswahl 2002 Zweitstimmen in % |
| ------------------ | --------------------- | ---------------- | ----------------- | ------------------------------------- |
| Maximilian Lehmer  | CSU                   | 58,4             | 52,6              | 61,8                                  |
| Ewald Schurer      | SPD                   | 24,8             | 21,4              | 21,6                                  |
| Helga Stieglmeier  | Bündnis 90/Die Grünen | 07,5             | 08,9              | 08,6                                  |
| Thomas Fickenwirth | FDP                   | 05,4             | 10,5              | 04,9                                  |
| –                  | REP                   | 0–               | 01,1              | 00,7                                  |
| Dieter Hartdegen   | Die Linke             | 02,6             | 02,7              | 00,7                                  |
| Robert Dietrich    | NPD                   | 01,4             | 00,7              | 00,1                                  |
| –                  | PBC                   | 0–               | 00,1              | 00,0                                  |
| –                  | BP                    | 0–               | 00,6              | 00,2                                  |
| –                  | DIE FRAUEN            | 0–               | 00,3              | 00,1                                  |
| –                  | GRAUE                 | 0–               | 00,3              | 00,1                                  |
| 0–                 | BüSo                  | 0–               | 00,1              | 00,0                                  |
| –                  | FAMILIE               | 0–               | 00,7              | 0–                                    |
| –                  | MLPD                  | 0–               | 00,0              | 0–                                    |
| –                  | Die Tierschutzpartei  | 0–               | 0–                | 00,3                                  |
| –                  | Offensive D           | 0–               | 0–                | 00,2                                  |
| –                  | CM                    | 0–               | 0–                | 00,1                                  |

## Wahlkreisgeschichte
| Wahl      | Wahlkreisname          | Gebiet                                |
| --------- | ---------------------- | ------------------------------------- |
| 2005      | 215 Erding – Ebersberg | Landkreis Ebersberg, Landkreis Erding |
| 2009–2013 | 214 Erding – Ebersberg | Landkreis Ebersberg, Landkreis Erding |
| 2017–2021 | 213 Erding – Ebersberg | Landkreis Ebersberg, Landkreis Erding |
| 2025–     | 212 Erding – Ebersberg | Landkreis Ebersberg, Landkreis Erding |